# Des clientes pour la morgue
Des clientes pour la morgue est un roman publié en avril 1953 par Frédéric Dard sous le nom de plume de San-Antonio, il est le 7e de la série policière San-Antonio.
Chez l’éditeur Fleuve noir, il porte d’abord le numéro 40 de la collection « Spécial Police », puis en 1975 le numéro 49 de la collection « San-Antonio ».
C’est dans ce livre qu’apparaît pour la première fois l’inspecteur Bérurier.

## Principaux personnages
- Personnages récurrents
  - San-Antonio : héros du roman, commissaire de police.
  - Le Vieux : patron du commissaire
  - Félicie : mère de San-Antonio
  - Alexandre-Benoît Bérurier : inspecteur de police (par la suite vedette de la série,  il ne tient ici qu'un rôle secondaire)
- Personnages liés à ce roman
  - Castellani : inspecteur de police
  - Muller : méchant principal

## Résumé
Le roman est divisé en trois parties de tailles différentes.

### Première partie
Chapitres 1 à 8.
À Paris, le commissaire San-Antonio prend d’instinct en filature une dame plutôt curieuse. En effet, le flair du commissaire a repéré tout de suite un homme déguisé. Cela le conduit jusqu'en Suisse, où le mystérieux individu se suicide sous ses yeux, dans sa chambre d'hôtel, après avoir reçu un appel téléphonique.

### Deuxième partie
Chapitres 9 à 13.

### Troisième partie
Chapitres 14 à 21.

## Couverture
- 1re édition de 1953 : illustration de Michel Gourdon.
- 2e édition de 1960 : illustration de Michel Gourdon.
- 3e édition de 1965 : illustration de Michel Gourdon.
- 4e édition de mars 1972 : illustration de Carlo Bren.
- 5e édition de novembre 1975 : illustration photo.
- 6e édition de mars 1984 : illustration photo.
- 7e édition de mars 1991 : illustration de Georges Wolinski
- 8e édition de novembre 1999 : illustration de Marc Demoulin.
- 9e édition de novembre 2012 : illustration de François Boucq.

## Apparition de Bérurier
C’est à la deuxième page du roman que le nom de Bérurier est prononcé pour la première fois dans la série :

« On était quelques potes de la grande boîte qui arrosions la médaille d’un ami… L’ami, pour tout vous casser, c’est Bérurier, cette grosse enflure de Bérurier… »

Bérurier, en effet, vient d'être décoré pour avoir pris « deux pruneaux dans les côtelettes » en service commandé. Dans les deux pages suivantes, le héros du jour ouvre la bouche pour entonner Poète et Paysan, mais le chant lui reste « collé aux bronches comme un caramel », car San-Antonio chope Castellani par l’épaule et s’esquive avec lui : la filature de la « dame d’un certain âge » est lancée…